# Gregor Balažic
Gregor Balažic (Murska Sobota, 12 febbraio 1988) è un ex calciatore sloveno, di ruolo difensore.

## Carriera

### Club
Nella stagione 2004-2005 gioca una partita nella massima serie slovena con il Mura 05.
Nel 2006 si trasferisce in Spagna, giocando prima con l'Espanyol B e poi con l'Águilas.
Torna quindi in patria, giocando con il Gorica. Nel 2010-2011 si trasferisce in Ucraina, al Karpaty Lviv.

### Nazionale
Ha esordito in Nazionale il 19 novembre 2013 nell'amichevole Slovenia-Canada (1-0).